# Пересечение (фильм)
«Пересечение» (англ. Crossing) — романтический триллер с участием Себастьяна Спенса, рок-звезды Биф Нейкд и актрисы Тары Уилсон. Съемки фильма прошли 2007 году, в Канаде.
Все события в фильме связаны с жизнью молодого бизнесмена (Себастьян Спенс), который дает обещание отцу, что после его смерти превратит семью из мелких гангстеров в настоящих брокерских владельцев. Единственное, что мешает Дэнни — это его необычное желание переодеваться в девушку.
Фильм снят по сценарию Сандры Томк. В качестве саундтреков использована музыка от популярных зарубежных исполнителей — Nelly Furtado и других.

## Сюжет
Спустя 15 лет после последней встречи, Дэнни Циммерман — банкир из Торонто возвращается в Ванкувер, к своему отцу, Джону Циммерману, — гангстеру, умирающему лежа на кровати. Дэнни никогда не одобрял того, как отец зарабатывал себе на жизнь, поэтому он и оставил город и Джон всегда чувствовал его разочарование.
Тем не менее, умирая на кровати, Джон попросил сына вести семейный бизнес, чтобы легализировать его. В целях легализации бизнеса, Дэнни женится на Анике Новак — дочери одного из компаньонов Джона, Луи Новака. Сделать бизнес законным будет нелегко, ведь некоторые друзья, а тем более — враги, хотят использовать данное событие, как слабость предприятия в момент его реорганизации.
Однажды вечером, когда Дэнни нес с собой большую сумму денег, на него нападают два незнакомца — мужчина и женщина, чтобы отобрать их. Они — лишь часть вражеской банды, которую возглавляет Ангус Буньян, он же дядя Банни, знающий нечто, что может повлиять на репутацию Дэнни и ищущий доказательств этого, для того чтобы можно было вымогать у него деньги.
Дядя Банни находит одну из проституток, Дэвину Николсон, которая соглашается претворить в жизнь интимные фантазии Дэнни. Дэвине не нравится работать на дядю Банни, но она понимает, что не может выйти из игры, несмотря на гетеросексуальную ориентацию главного героя.
Пока Дэнни и Давина сближаются столь необычным образом, они все больше подходят к поворотному моменту — когда Дэвине нужно решить, где правда, а где ложь, а Дэнни — примириться со своей двойственной натурой и уладить бизнес. За их общей тайной жизни, Дэнни и Давина даже не догадываются, насколько хорошо они подойдут друг другу.

## В ролях
| Актер            | Роль            |
| ---------------- | --------------- |
| Себастьян Спенс  | Дэнни           |
| Кристал Бубл     | Дэвина Николсон |
| Алан С. Петерсон | Дядя Банни      |
| Биф Найкед       | Берни           |
| Тара Уилсон      | Аника           |

## Интересные факты
Главную роль в фильме была отдана Себастьяну Спенсу — звезде сериала «Первая волна». В «Пересечении» Себастьян — любимчик девушек, предстает перед зрителем в совершенно новом, нестандартном образе. Теперь макияж героя — накрашенные губы и глаза, переодевание в женскую одежду и не только.
Одну из ключевых ролей в фильме сыграла BifNaked — звезда канадского панк-рока. Певица не только снялась в «Пересечении», но и записала новую песню для него, под названием «My Greatest Masterpiece», что в переводе с английского означает «Мой величайший шедевр», а также сделала оригинальное видео с кадрами из фильма и лесбийскими сценами. Клип можно найти на сайте You Tube.
В список саундтреков фильма входит песня от дуэта с участием популярной Nelly Furtado и хип-хоп группы Swollen Members.
Кристал Бубл, сыгравшая проститутку, является сестрой Майкла Бубла, известного певца-крунера.
В фильме также снялась актриса Тара Уилсон, известная многим по сериалам «Кедровая бухта», «Тайны Смолвилля», «Секс в другом городе» и «Сверхъестественное».
В Интернете фильм часто встречается ещё и под названием «Dress to Kill», что переводится как «Платье для убийства».
На момент публикации статьи в Википедии, в Интернете не удалось найти хотя бы одного онлайн видео «Пересечения» на русском языке. И это несмотря на то, что съемки фильма закончены ещё в 2007 году.

## Критика
Благодаря оригинальному сюжету, фильм «Пересечение» не только привлёк к себе внимание, но и был подвернут довольно жёсткой критике. Так, на сайте Internet Movie Database содержится ряд рецензий. Отзывы противоречивые — начиная от восторженных и заканчивая жалобами на полную абсурдность идеи сценариста.